# Lepanthes ruscifolia
Lepanthes ruscifolia är en orkidéart som beskrevs av Heinrich Gustav Reichenbach. Lepanthes ruscifolia ingår i släktet Lepanthes och familjen orkidéer. Inga underarter finns listade i Catalogue of Life.